# Основні зйомки
Основні зйомки — етап створення фільму чи телевізійного шоу, на якому відбувається основна частина зйомки, на відміну від етапів попереднього виробництва та постпродакшну.

## Персонал
Окрім основного персоналу фільму — акторів, режисера, оператора чи звукорежисера та їхніх помічників — в основних зйомках вирішальну роль відіграють продюсери (керівники виробництва). Вони відповідають за щоденне проведення зйомок, їхній розклад та графік, транспортування, харчування тощо. Крім того, під час основних зйомок важлива роль керівників груп сценаристі та операторів.
Щодня готується кілька звітів для відстеження прогресу виробництва фільму, включаючи щоденний звіт про виробництво, щоденний звіт про виконання та звіт про звук.

## Процес

### Підготовка
Основні зйомки можуть відбуватися в студії або на місцевості, вибір знімального майданчика залежить від художніх і економічних аспектів. Хоча зйомка на звуковій сцені пропонує точніше планування, створення декорацій може бути дорогим. Витрати та мистецькі причини є основними мотивами зйомок на реальних локаціях. Однак зйомка на відкритому повітрі вимагає більше зусиль, оскільки до місця зйомки необхідно транспортувати обладнання та персонал. На початку розвитку кінематографа кінематографісти намагалися знімати якомога більше на відкритому повітрі, оскільки сонячне світло було потрібне для забезпечення адекватної експозиції низькоякісного раннього фільму; нині, через збільшення використання CGI, більше зйомок проводиться в студії.
Залежно від законодавства відповідної країни перед початком зйомок продюсер повинен отримати дозвіл на зйомку від приватних осіб, органів влади чи компаній для обраних місць. Велике виробництво може вимагати закриття території знаками та об'їздами. Дозвіл на зйомку в міській місцевості зазвичай вимагає плати, яка залежить від складності та обсягу зйомок, а також привабливості місця.
Після того, як локації визначені, сценарій узагальнюється в розбивці з усією інформацією, що стосується зйомок. Під наглядом продюсера керівник відділу виробництва готує графік виробництва, продюсерську дошку (стрипборд) та графік зйомок, щоб визначити точну послідовність, у якій будуть зніматися сцени за сценарієм. Через велику кількість міркувань, послідовність сцен, які потрібно зняти, зазвичай не відповідає їхній хронологічній послідовності в сценарії. Потім ці розклади використовуються для створення щоденних аркушів викликів, у яких підсумовується відповідна інформація з розкладу та вказується, хто саме має бути на знімальному майданчику для запланованої щоденної зйомки. У той же час, листи викликів містять інформацію про номери сцен, сторінки сценарію та локації, актуальні на кожен день, а також необхідне обладнання.
Художні фільми зазвичай мають страховку на момент початку основної зйомки. Смерть привабливої зірки до завершення всіх запланованих дублів або втрата декорацій чи відзнятого матеріалу може зробити неможливим завершення фільму. Крім того, кінокамери професійної якості зазвичай орендують за потреби, і більшість операторських компаній не дозволяють орендувати своє обладнання без підтвердження страхування.
Усе це ретельне планування необхідне, оскільки час — це гроші. Кожна година, витрачена на вирішення проблем, які могли бути вирішені раніше, поки акторський склад і знімальна група чекають відновлення зйомок, дорівнює тисячам доларів, які потрібно буде отримати з іншої частини бюджету фільму. Станом на 2012 рік середня «денна вартість» американського фільму коливалася від 25 000 доларів США для малобюджетних фільмів до 35 000-60 000 доларів США для середньобюджетних фільмів і до 100 000—250 000 доларів США для блокбастерів. Першому помічнику режисера платять дуже добре, щоб продовжувати зйомки за розкладом і в межах початкового бюджету, і його можуть замінити (тобто звільнити), якщо виробництво надто відходить від початкового графіка та бюджету.

### Основні зйомки
Основна зйомка, як правило, є найдорожчим етапом виробництва фільму через зарплату акторів, режисерів і знімальної групи, а також вартість певних кадрів, реквізиту та спецефектів на знімальному майданчику. Коли починаються зйомки, час підготовки закінчився: остаточна версія сценарію готова, акторський склад обрано, а будівлі та споруди на знімальному майданчику в основному завершені. Початок зйомок зазвичай означає точку неповернення для фінансистів, тому що поки вони не будуть завершені, навряд чи буде відзнято достатньо матеріалу для випуску кінцевого продукту, необхідного для відшкодування витрат. Хоча фільм зазвичай втрачає свій статус «зеленого світла» на етапі підготовки до виробництва, наприклад, коли важливий учасник акторського складу вибуває або несподівано помирає, або якийсь скандал охоплює студію чи актора, це рідко трапляється, щоб фільм втратить фінансування після початку основних зйомок.
Безпосередньо перед зйомкою кадрів відбувається репетиція сцени з камерою, світлом і звуком. Більшість американських постановок дотримуються певної процедури.
На додаток до власне знімальної групи, яка виконує основну фотозйомку (підрозділ), може існувати друга команда (другий підрозділ), яка, у свою чергу, включає повну знімальну групу з власним режисером, особливо для більш складних виробництв. Другий підрозділ працює самостійно, але в координації з режисером загального проекту, і відповідає за зйомку міста та пейзажу, встановлення кадрів і проміжних зображень, а також за масові, бойові та каскадерські сцени.
Тривалість зйомок залежить не тільки від тривалості фільму, а й від кількості та типу локацій. Час зйомок 90-хвилинного фільму в Європі становить від 12 до 100 днів. У США, залежно від кінопроекту, тривалість зйомок становить від 15 до 20, 40 до 50 або, для більших виробництв, від 80 до 100 днів як основу для студійної продукції, хоча в інших країнах зйомки займають значно більше часу. Через перерви в записі та наступні зйомки, які важко розрахувати, основна зйомка зазвичай планується довше, ніж насправді потрібно.
Після завершення основної зйомки фільму можна організувати вечірку з нагоди завершення. Під час постпродакшну може стати очевидним, що деякі кадри чи послідовності відсутні або неповні та потрібні для завершення фільму, або що певна сцена не відтворюється належним чином, або що виконавця потрібно повністю замінити. За цих обставин, можливо, доведеться зняти додатковий матеріал.

### Подальші дії
При використанні аналогових камер експонована фотоплівка з дня зйомки поспішно відправляється в лабораторію фотообробки для проявлення протягом ночі, а потім проявлений необроблений матеріал переглядається режисером, оператором і продюсером наступного дня, щоб визначити, чи потрібна повторна зйомка. За допомогою цифрових камер так звані щоденники можна переглядати одразу після їх запису. Якщо матеріал виявиться неадекватним або дефектним, повторна зйомка буде проведена в день зйомки (цифровий) або в день перегляду (аналоговий).
Іноді після завершення основної фотозйомки потрібна додаткова зйомка, оскільки вже зроблені кадри згодом виявилися непридатними або потрібні додаткові кадри. Наприклад, серйозні недоліки в структурі оповіді можуть стати очевидними лише після зйомок (наприклад, коли чорновий фрагмент фільму проходить тестовий показ з аудиторією, яка не мала можливості прочитати сценарій заздалегідь). Іншими причинами для повторних зйомок може бути бажання продюсерської компанії зробити фільм більш комерційно привабливим або заміна акторів, чия гра була недостатньою або які більше не підходять до проекту після значних змін у сюжеті або тональності фільму.
Якщо новий матеріал уже було знято один раз або є значним, цей процес називається повторною зйомкою. Однак, якщо матеріал новий і відносно незначний, його часто називають пікапом.